# Mario Kopić
Mario Kopić (Dubrovnik, 13. ožujka 1965.) je hrvatski filozof, publicist i prevoditelj. Njegov znanstveni interes obuhvaća fenomenologiju, filozofiju kulture i filozofiju religije, etiku i povijest ideja.

## Životopis
Kopić je osnovnu i srednju školu završio u rodnom Dubrovniku. Nakon studija filozofije i komparativne književnosti na Filozofskom fakultetu u Zagrebu te filozofije (fenomenologije) i antropologije na sveučilištu u Ljubljani, nastavlja studij povijesti ideja na Institutu Friedrich Meinecke Slobodnog sveučilišta u Berlinu (pod mentorstvom filozofa i povjesničara Ernsta Noltea) te studij komparativne religiologije i kulturalne antropologije religije na sveučilištu La Sapienza u Rimu (pod mentorstvom antropologinje Ide Magli).
Dobitnik je Rektorske nagrade zagrebačkog Sveučilišta (1987.) i nagrade Slobodne Dalmacije za mlade znanstvenike (1991.). Od 1992. do 1996. godine znanstveno surađuje s Institutom za humanističke studije u Ljubljani. Jedan je od protagonista filma N.E.P. (1995.) makedonskog redatelja Igora Ivanova. Od 1998. do 2002. godine gostujući je znanstveni istraživač talijanskog ničeanstva u Fondazione Julius Evola u Rimu.
U svojim filozofskim djelima, polazeći od mišljenja na kraju metafizike i iskustva totalitarizma, razvija svojevrsnu onto-politiku liberalno-konzervativne postmoderne i post-antropocentričnog humanizma.
Kao publicist i komentator piše u više talijanskih, francuskih, njemačkih i slovenskih publikacija. Vanjski je urednik sarajevske revije za kulturu i znanost Odjek i stalni suradnik francuskog časopisa Le Monde diplomatique. Urednik je filozofske biblioteke Poligraf kod Izdanja Antibarbarus.
Godine 2009. objavljen je Kopićev prijevod na hrvatski jezik poznatog Nietzscheovog djela "Tako je govorio Zaratustra". Isto je djelo Kopić preveo i biblijskim stilom pod naslovom Tako govoraše Zaratustra i objavljeno je 2018. godine u Dubrovniku.

## Djela
Autorska djela:
- Filozofija i umjetnost (zbornik), Delo 11-12 /1990, Beograd 1990.
- Iskušavanje rubova smisla: Pabirci iz estetike, Dubrovnik 1991.
- S Nietzscheom o Europi, Zagreb 2001. ISBN 953-222-016-X
- Nietzsche e Evola: Il pensiero come destino, Roma 2001.
- Proces Zapadu, Dubrovnik 2003. ISBN 953-7089-02-9
- Izazovi post-metafizike, Sremski Karlovci – Novi Sad 2007. ISBN 978-86-7543-120-6
- Nezacjeljiva rana svijeta, Zagreb 2007. ISBN 978-953-249-035-0
- Gianni Vattimo: Čitanka (ur.), Zagreb 2008. ISBN 978-953-249-061-9
- Dušan Pirjevec: Smrt i niština (ur.), Zagreb 2009. ISBN 978-953-225-124-1
- Sekstant. Skice o duhovnim temeljima svijeta, Beograd 2010. ISBN 978-86-519-0449-6
- Otkucaji drugoga, Beograd 2013. ISBN 978-86-519-1721-2
- Prozori. Ogledi o umjetnosti, Dubrovnik 2015. ISBN 978-953-7835-24-8
- Tama u zjenici sunca. Filozofski ogledi, Dubrovnik 2018. ISBN 978-953-7835-43-9
- Žudnja i stremljenje, Zagreb 2018. ISBN 978-953-341-117-0
- Protiv samorazumljivosti (suautor: Vedran Salvia), Dubrovnik 2020. ISBN 978-953-7835-57-6
- Prekogroblje po Danteu, Zagreb 2021. ISBN 978-953-341-219-1
- Neizlječivi pogled riječi, Dubrovnik 2023. ISBN 978-953-7835-74-3
- Etide o ljubavi i smrti. Platon, Dante, Dostojevski, Derrida, Beograd 2023. ISBN 978-86-80640-79-2
- Povratište čuđenju, Beograd 2024. ISBN 978-86-80640-98-3
- Usputice, Dubrovnik 2025. ISBN 978-953-7835-84-2

Predgovori:
- Emile M. Cioran – fanatik brez prepričanja, u: Émil Cioran: Zgodovina in utopija, Ljubljana 1996. ISBN 961-231-012-2
- Kaj je radikalni islamizem, u: Bruno Étienne: Radikalni islamizem, Ljubljana 2000. ISBN 961-231-176-5
- Resignacija in vesela znanost Petra Sloterdijka, u: Peter Sloterdijk: Evrotaoizem: H kritiki politične kinetike, Ljubljana 2000. ISBN 961-231-143-9
- Vatimova filozofija religije, u: Gianni Vattimo: Vjerovati da vjeruješ, Beograd 2009. ISBN 978-86-86525-14-7
- Ciklon Onfray, u: Michel Onfray: Magnetizam sunčevih prekretnica: Dnevnik hedoniste, Zenica 2010. ISBN 978-9958-9421-4-3
- Dužno priznanje homoseksualnosti, u: Jeremy Bentham: Odbrana homoseksualnosti, Sremski Karlovci – Novi Sad 2010. ISBN 978-86-7543-199-2
- Bruno Latour: Hibridna misel v hibridnem svetu, u: Bruno Latour: Pandorino upanje, Ljubljana 2011. ISBN 978-961-242-396-4
- Knjiga o našem vremenu, u: Umberto Galimberti: Neugodni gost: Nihilizam i mladi, Zenica 2013. ISBN 978-9958-639-41-8
- Slovo na početku, u: Ugo Vlaisavljević: Spisi iz posfenomenologije: Husserl, Heidegger, Merleau-Ponty, Derrida, Deleuze, Nancy, Sarajevo 2013. ISBN 978-9958-33-068-1
- Sjećanje je sloboda, u: Pucanje duše /zapisala Janja Beč, Novi Sad 2015. ISBN 978-86-89835-04-5
- U obzorju metafizike umjetnika, u: Friedrich Nietzsche: Pet predgovora za pet nenapisanih knjiga, Zagreb 2020. ISBN 978-95-32228410

Prijevodi na hrvatski jezik (izbor):
- Gianni Vattimo, Kraj moderne, Zagreb 2000. ISBN 953-150-556-X
- Friedrich Nietzsche, Schopenhauer kao odgajatelj, Zagreb 2003. ISBN 953-150-564-0
- Friedrich Nietzsche, Uz genealogiju morala, Zagreb 2004. ISBN 953-174-210-3
- Jean Baudrillard, Duh terorizma, Dubrovnik, 2003. ISBN 953-7089-00-2
- Michel Foucault, Kritika političkoga uma, Dubrovnik 2003. ISBN 953-7089-01-0
- V. Kalan, Walter Otto, Bogovi Grčke, Zagreb 2004. ISBN 953-174-237-5
- Franci Zore, Početak i smisao metafizičkih pitanja, Zagreb 2005. ISBN 953-225-083-2
- Giorgio Agamben, Homo sacer, Zagreb 2006. ISBN 953-7372-01-4
- Giorgio Agamben: Ono što ostaje od Auschwitza, Zagreb 2008. ISBN 978-953-249-059-6
- Dean Komel, Smisao posredovanja, Zagreb 2008. ISBN 978-953-225-083-1
- Leon Stefanija, Metode analize glazbe, Zagreb 2008. ISBN 9789536090310
- Mladen Dolar, O škrtosti, Zagreb 2009. ISBN 978-953249090-9
- Jacques Derrida, O apokaliptičnom tonu usvojenom u novije vrijeme u filozofiji, Zagreb 2009. ISBN 978-953-249-085-5
- Gianni Vattimo: Vjerovati da vjeruješ, Beograd 2009. ISBN 978-86-86525-14-7
- Friedrich Nietzsche, Tako je govorio Zaratustra, Zagreb 2009. ISBN 978-953731343-2
- Giorgio Agamben, Vrijeme što ostaje, Zagreb 2010. ISBN 978-953-249-100-5
- Umberto Galimberti: Neugodni gost: nihilizam i mladi, Zenica 2013. ISBN 978-9958-639-41-8
- Else Lasker-Schüler: Lirika, Dubrovnik 2013. ISBN 978-953-7835-10-1
- Friedrich Nietzsche: Bespoštedne misli, Koprivnica 2013. ISBN 978-953-320-057-6
- Giorgio Agamben: Otvoreno. Čovjek i životinja,Čačak-Beograd 2014. ISBN 978-86-83507-98-6
- Jacques Derrida: Poetika i politika svjedočenja, Književna Republika 10-12, Zagreb 2014. ISSN 1334-1057
- Jacques Derrida: Ostruge: Nietzscheovi stilovi, Odjek 1-4, Sarajevo 2014. ISSN 0029-8387
- Ernst Jünger: Preko crte, Europski glasnik 19, Zagreb 2014. ISSN 1331-0232
- Stefan Zweig: Nietzsche, Koprivnica 2015. ISBN 978-953-320-086-6
- Walter Benjamin, Ogledi, Europski glasnik 21, Zagreb 2016. ISSN 1331-023-2
- Paul Ricoeur: Ljubav i pravda, Dubrovnik 2, Dubrovnik 2016. ISSN 0353-8559
- Janko M. Lozar: Nietzsche kroz nihilizam, Zagreb 2017. ISBN 978-953-8139-04-8
- Jean-Luc Nancy: Noli me tangere: Ogled o uzlaženju tijela, Tvrđa 1/2, Zagreb 2017. ISSN 1332-9146
- Emmanuel Levinas: Vrijeme i drugo, Europski glasnik 22, Zagreb 2017. ISSN 1331-023-2
- Emmanuel Levinas: Etika i beskonačno, Europski glasnik 22, Zagreb 2017. ISSN 1331-023-2
- Friedrich Nietzsche, Tako govoraše Zaratustra, Dubrovnik 2018. ISBN 978-953-7835-46-0
- Ivan Urbančič: Povijest nihilizma: od začetka do kraja povijesti filozofije, Zagreb 2019. ISBN 978-953-225-215-6
- Giorgio Agamben; Što znači biti suvremen? Beograd 2019. ISBN 978-86-81042-17-5
- Giorgio Agamben: Što je dispozitiv? Beograd 2019. ISBN 978-86-81042-16-8
- Dean Komel: Obilježja smisla, Zagreb 2019. ISBN 978-953-8195-05-1
- Leonardo Da Vinci: Renesansne misli, Koprivnica 2019. ISBN 978-953-320-122-1
- Jacques Derrida: Vjera i znanje. Dva vrela "religije" u granicama pukog uma, Europski glasnik 24, Zagreb 2019.  ISSN 1331-023-2
- Niccolo Machiavelli: Političke misli, Koprivnica 2020. ISBN 978-953-320-128-3
- Rok Svetlič: Podnositi bitak svijeta, Zagreb 2020. ISBN 978-953-225-225-5
- Johann Wolfgang von Goethe: Životne misli, Koprivnica 2021. ISBN 978-953-320-140-5
- Friedrich Nietzsche: Tako je govorio Zaratustra: jedna knjiga za sve i nikoga, Beograd 2021. ISBN 978-86-80254-46-3
- Friedrich Nietzsche: Tako je govorio Zaratustra, Koprivnica 2022. ISBN 9789533201450
- Giorgio Colli: Rođenje filozofije, Čačak – Beograd 2022. ISBN 978-86-89901-95-5
- Arthur Schopenhauer: Pesimističke misli, Koprivnica 2023. ISBN 9789533201566
- Martin Heidegger: Boravljenja, Čačak – Beograd 2023. ISBN 9788682144144
- Bojana Kunst: Život umjetnosti: poprečne linije brige, Ljubljana 2023. ISBN 978-961-6572-71-2
- Immanuel Kant: Filozofske misli, Koprivnica 2024. ISBN 9789533201603
- Ernst Jünger: Boravljenje u Dalmaciji, Čačak – Beograd 2024. ISBN 978-86-82144-32-8
- Igor Žunkovič: Priče koje nas pišu: izmišljene priče, kako ih čitamo i kako nas mijenjaju, Zagreb - Ljubljana. ISBN 978-953-8349-70-6